# エリツァ・バシレバ
エリツァ・バシレバ（Elitsa Vasileva、1990年5月13日 - ）は、ブルガリアの女子バレーボール選手。ブルガリア代表。

## 来歴
ドゥプニツァ出身。2009年、ブルガリア代表に初選出される。同年の欧州選手権で代表デビューした。2012年のヨーロッパリーグでは銀メダルを獲得した。同大会でベストスコアラー賞とベストスパイカー賞の2冠に輝いた。
2013年、初出場したFIVBワールドグランプリではドブリアナ・ラバジエバとのレフト対角で大車輪の活躍を見せ、日本やブラジル撃破の原動力となり、9位と健闘した。同年の欧州選手権に出場した。
2012-13シーズンに所属していたブラジルスーパーリーグのCampinas Voleibol Clubeでの活躍が光り、世界各国からオファーがあった。その中には日本のチームも興味を示していたという。また、2013-14シーズンは韓国リーグの興国生命ピンクスパイダーズに加入した。同シーズンの韓国道路公社戦で1試合で57得点を記録した。前シーズンにアメリカのニコル・フォーセットが記録した55得点を更新し、世界記録保持者となったが、2015年12月に更新された。
2014年、イタリアで開催された世界選手権ではチームトップの得点をあげる活躍で11位となった。2014-15シーズンにはトルコリーグの強豪ワクフバンクでプレーした。

## 人物
2022年5月にセルビアのバレーボール選手のアレクサンダル・アタナシエビッチと結婚した。

## 球歴
- 世界選手権 - 2014年
- 欧州選手権 - 2009年、2011年、2013年、2015年、2019年
- ワールドグランプリ - 2013年、2014年、2016年

## 受賞歴
- 2012年 - ヨーロッパリーグ ベストスコアラー賞、ベストスパイカー賞

## 所属クラブ
- CSKA Sofia（2005-2007年）
- Unione Sportiva Esperia（2007-2009年）
- ペルージャ（2009-2010年）
- バレー・ベルガモ（2010-2012年）
- Campinas Voleibol Clube（2012-2013年）
- 興国生命ピンクスパイダーズ（2013-2014年）
- ワクフバンクSK（2014-2015年）
- ディナモ・カザン（2015-2018年）
- サヴィーノ・デルベーネ・スカンディッチ（2018-2019年）
- AGIL Volley（2019-2020年）
- サヴィーノ・デルベーネ・スカンディッチ（2020-2021年）
- ディナモ・モスクワ（2021-2022年）
- フェネルバフチェ（2024年-）